# Discus (slak)
Discus is een geslacht van weekdieren uit de klasse van de Gastropoda (slakken).